# Michiel Sweerts

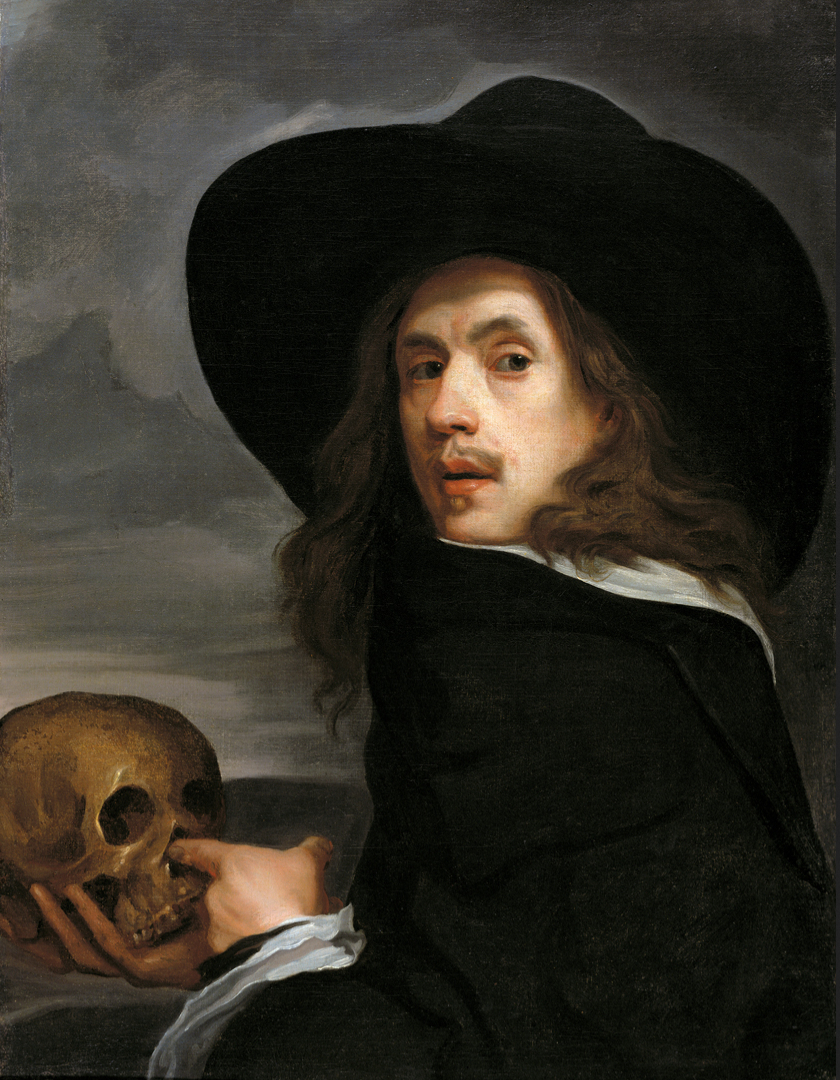
Selbstbildnis mit einem Totenkopf, um 1660

Michiel (oder Michael) Sweerts (getauft 29. September 1618 in Brüssel; † 1. Juni 1664 in Goa) war ein flämischer Maler und Radierer. Er ist bekannt für seine allegorischen und Genrebilder, Porträts und Tronies. Der Künstler führte ein reisendes Leben und arbeitete in Rom, Brüssel, Amsterdam, Persien und Indien (Goa).
Während seines Aufenthalts in Rom war Sweerts verbunden mit der Gruppe der holländischen und flämischen Maler von Szenen aus dem einfachen Leben, die als Bambocciade bekannt sind. Sweerts’ Beiträge zum Bambocciade-Genre zeigen im Allgemeinen eine größere stilistische Beherrschung und sozialphilosophische Sensibilität als die anderer Künstler, die in dieser Art arbeiten. Während er zu Lebzeiten erfolgreich war, gerieten Sweerts und sein Werk in Vergessenheit, bis er im 20. Jahrhundert als einer der faszinierendsten und rätselhaftesten Künstler seiner Zeit wiederentdeckt wurde.

## Leben

### Frühes Leben und Aufenthalt in Rom
Michiel Sweerts wurde in Brüssel geboren, wo er am 29. September 1618 in der St.-Nikolaus-Kirche als Sohn des Leinenhändlers David Sweerts und der Martina Ballu getauft wurde. Über das frühe Leben des Künstlers ist wenig bekannt und nichts über seine Ausbildung.

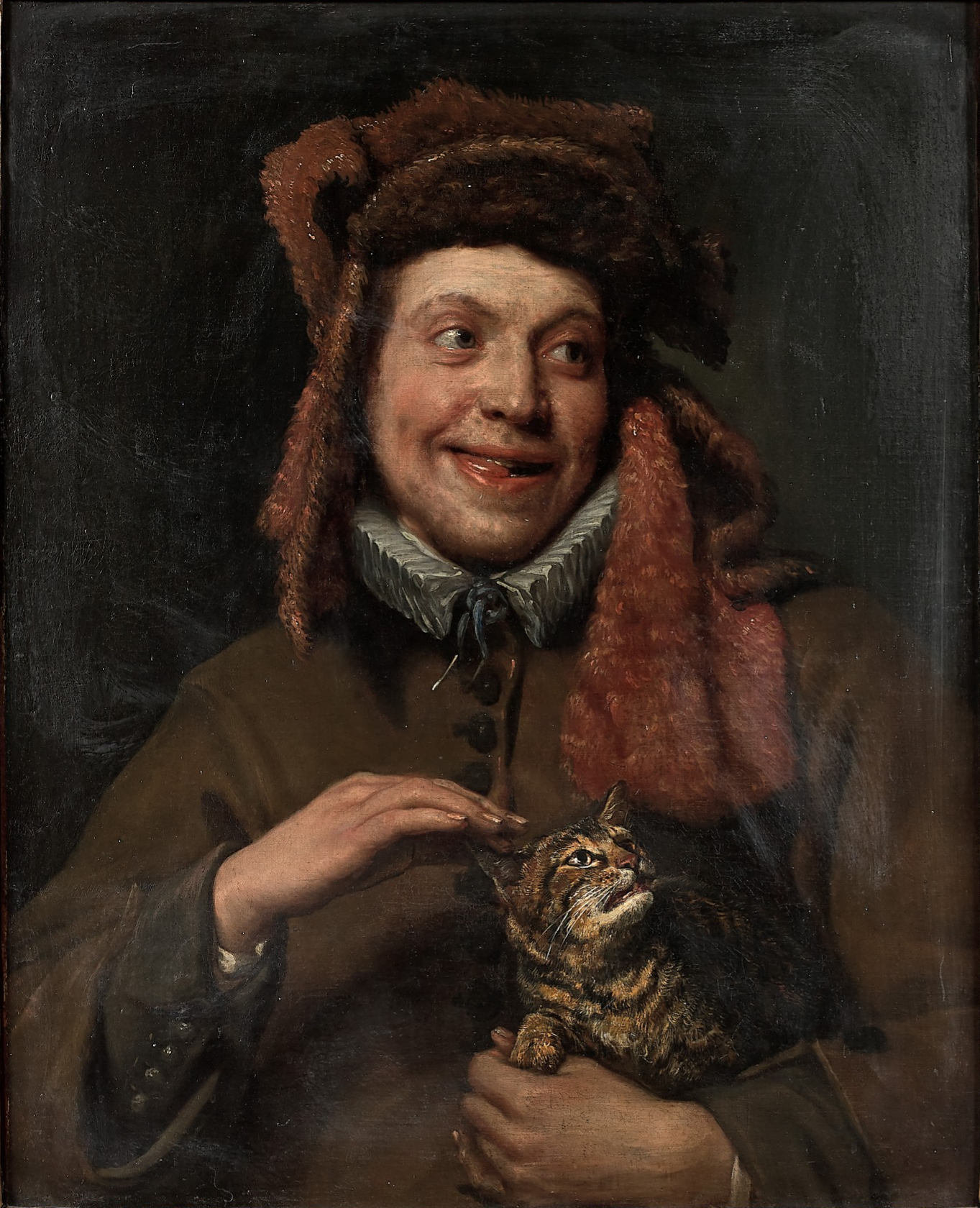
Junger Mann mit Katze (Allegorie des Tastsinnes)

Er kam 1646 in Rom an, wo er bis 1656 tätig war. In Rom wurde er bald verbunden mit dem Kreis flämischer und niederländischer Maler um Pieter van Laer, der als Begründer der Bambocciade gilt. Als Sweerts in Rom eintraf, hatte van Laer selbst die Stadt bereits verlassen. Die Bambocciade brachten bestehende Traditionen der Darstellung bäuerlicher Sujets aus der niederländischen Kunst des sechzehnten Jahrhunderts mit nach Italien. Sie schufen kleine Kabinettbilder oder Radierungen, die das Alltagsleben der unteren Schichten in Rom und auf dem Land darstellten.
In Rom malte Sweerts Genrebilder im Stil der Bambocciade sowie eine Reihe von Gemälden über die Tätigkeiten und die Ausbildung von Malern in ihren Ateliers, während sie den Unterricht besuchen oder nach Modellen zeichnen. Er residierte in der Nähe von Santa Maria del Popolo. Im Jahr 1647 wurde Sweerts Mitglied (aggregato) der Accademia di San Luca, einer angesehenen Vereinigung von führenden Künstlern in Rom. Sweerts wird auch eine Verbindung zu Mitgliedern der Congregazione Artistica dei Virtuosi al Pantheon nachgesagt. Die Congregazione war eine Vereinigung von Künstlern, die jährlich Ausstellungen ihrer eigenen Gemälde an den Metallgeländern vor dem Pantheon organisierten. Es gibt keine Hinweise darauf, dass Sweerts selbst Mitglied der Virtuosi wurde. Sweerts lebte von 1646 bis 1651 in der Via Margutta, wo viele ausländische Künstler wohnten. Während seines Aufenthalts in Rom war Sweerts der Lehrer von Willem Reuter, einem anderen flämischen Maler aus Brüssel, der sich in Rom aufhielt und dort von den Bambocciade beeinflusst wurde.

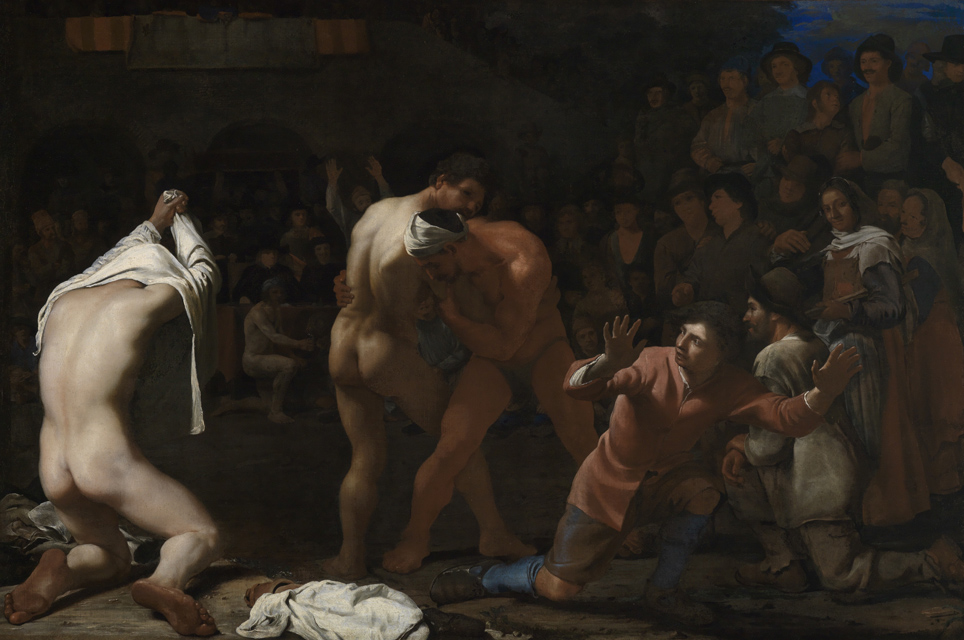
Ringkampf

Trotz der lückenhaften Zeugnisse über seine Karriere in Rom gelang es Sweerts offenbar, sich einen ausreichend guten Ruf zu verschaffen, um in den Dienst der herrschenden päpstlichen Familie der Pamphili, und insbesondere des Fürsten Camillo Pamphilj, des Neffen des regierenden Papstes Innozenz X., zu treten. Er soll ein Porträt von Camillo Pamphilj gemalt haben. Sweerts malte auch Theaterdekorationen für Camillo Pamphilj und kaufte als sein Agent Kunst für ihn ein. Es ist wahrscheinlich, dass sein Gönner Fürst Camillo Pamphilj Sweerts in die Organisation einer Kunstakademie in Rom einbezog. Auf Veranlassung von Camillo verlieh der Papst Sweerts den päpstlichen Titel des Cavaliere di Cristo (Ritter Christi), die gleiche Ehre, die auch Gian Lorenzo Bernini und Francesco Borromini genossen.
Während seiner Zeit in Rom entwickelte Sweerts eine lebenslange Beziehung zu der Familie Deutz, die eine der prominentesten Handelsfamilien Amsterdams war. Im Jahr 1651 erteilte Jean Deutz Sweerts eine Vollmacht, in seinem Namen bei einem Seidenverkauf zu handeln. Die Gebrüder Deutz kauften auch Gemälde von Sweerts über den Kunstmarkt in Italien. Sweerts agierte weiterhin für die Deutzes als Agent auf dem italienischen Kunstmarkt. Es wird vermutet, dass das Porträt eines Mannes in einem roten Mantel (um 1650, Wallace Collection) in Wirklichkeit ein Porträt von Jean Deutz ist, der sich zu dieser Zeit wahrscheinlich auf seiner Grand Tour in Rom befand.

### Rückkehr nach Brüssel und Aufenthalt in Amsterdam
Obwohl Sweerts die Gunst der höchsten Stellen in Rom genoss, verließ er Rom aus unbekannten Gründen irgendwann zwischen 1652 und 1654. In Brüssel wird er im Juli 1655 bei der Taufe eines Kindes seiner Schwester erwähnt. In Brüssel trat er 1659 der örtlichen Gilde des Heiligen Lukas bei. Er eröffnete eine Akademie in Brüssel, in der seine Schüler nach lebenden Modellen und der Antike arbeiten konnten. Er schuf auch eine Serie von Drucken verschiedener menschlicher Ausdrücke, die in der Ausbildung seiner Schüler verwendet wurden.

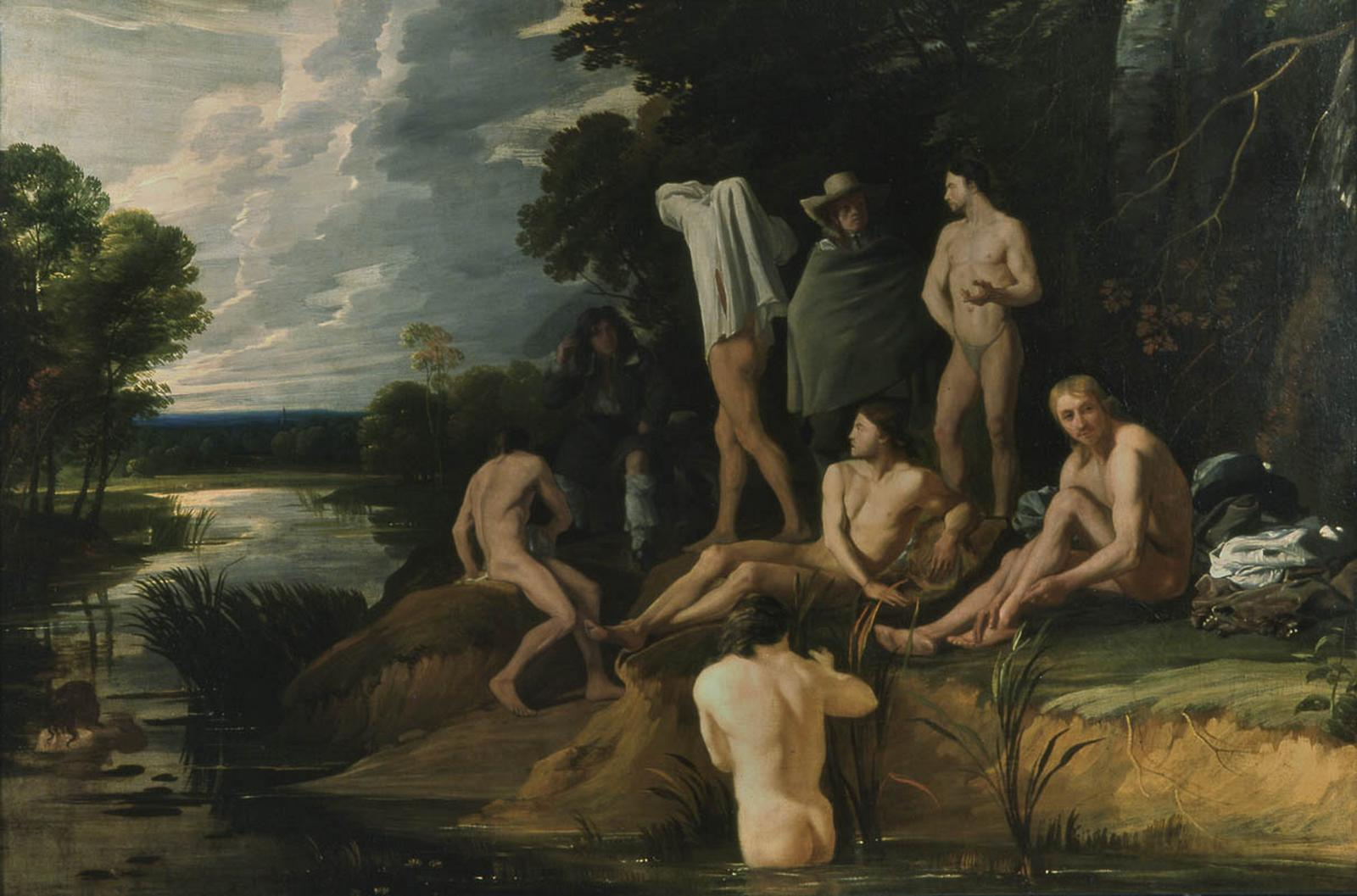
Badende Männer

Sweerts schloss sich um diese Zeit den Missions Étrangères an, einer katholischen Missionsorganisation, die Anhänger von Vinzenz von Paul waren und sich der Missionierung des Ostens verschrieben hatten. Er war ein Laienbruder und wurde ein gläubiger Christ. Ein Lazarus-Priester, der Sweerts 1661 traf, berichtete, dass Sweerts offenbar eine „wundersame Bekehrung“ erlebt hatte und kein Fleisch mehr aß, täglich fastete, seine Besitztümer verschenkte und drei- bis viermal pro Woche zur Kommunion ging.

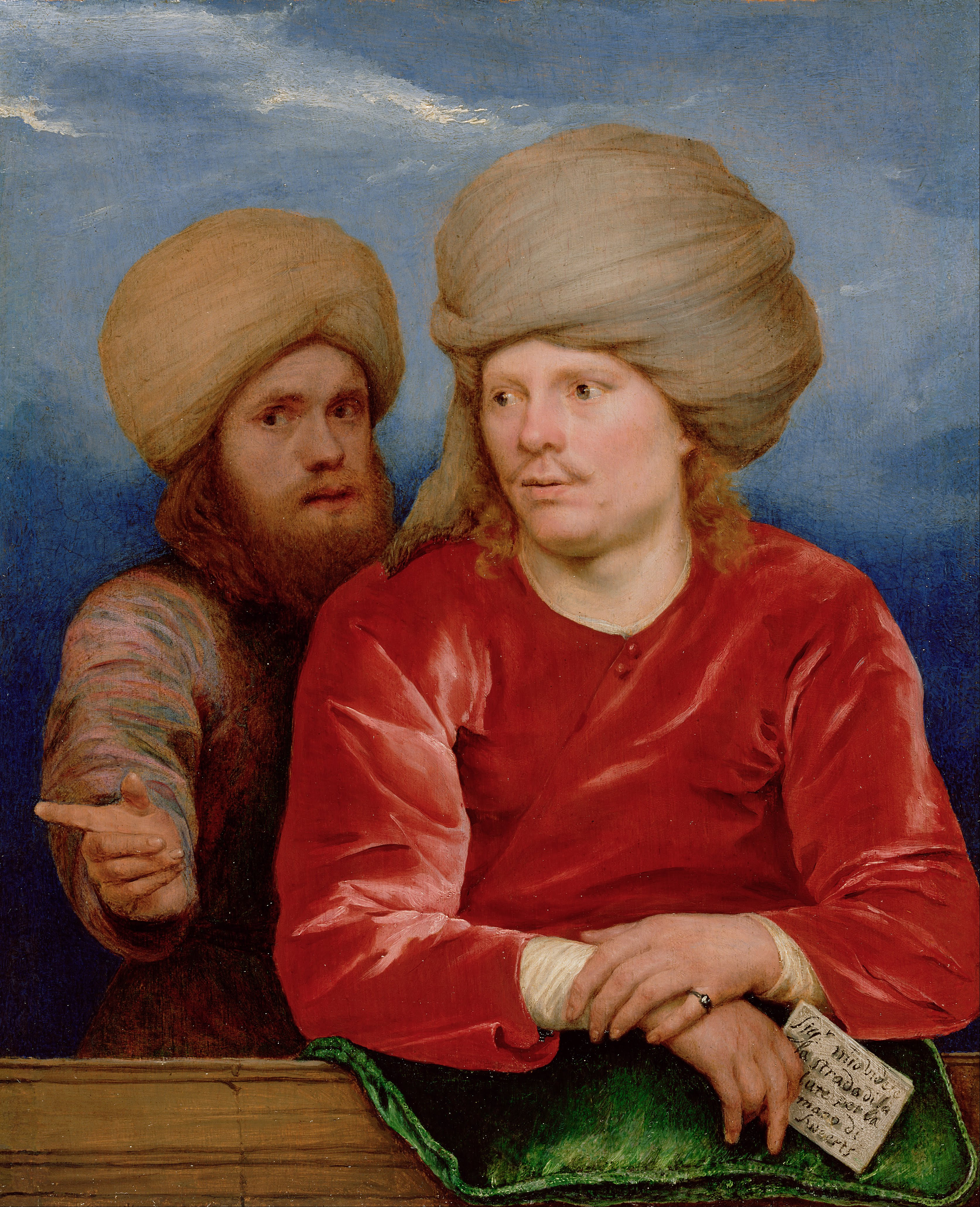
Doppelporträt

Im Jahr 1658 fertigte Sweerts für die St.-Lukas-Gilde in Brüssel ein Selbstporträt als Abschiedsgeschenk an. Möglicherweise verbrachte er einige Zeit in Amsterdam, wahrscheinlich schon im Jahr 1658. Es ist dokumentiert, dass er sich im Jahr 1661 für einige Monate in Amsterdam aufhielt, kurz bevor er seine Reise mit den Missions Étrangères in den Fernen Osten antrat. Während seiner Zeit in Amsterdam half er, den Bau des Schiffes zu beaufsichtigen, das die Missions Étrangères nach Alexandretta und dann weiter nach Osten bringen sollte.

### Reise in den Osten
Im Dezember 1661 war Sweerts in Marseille angekommen, von wo aus sein Schiff im Januar 1662 nach Palästina ablegte. Sweerts segelte mit Bischof François Pallu, sieben Priestern und einem weiteren Laienbruder nach Alexandretta. In Syrien soll er einige Gemälde angefertigt haben. Auf dem Überlandteil der Reise in Syrien wurde er psychisch labil und wurde irgendwo zwischen Isfahan und Tabriz in Persien aus der Gesellschaft entlassen. Er reiste dann weiter zu den portugiesischen Jesuiten in Goa, wo er im Alter von 46 Jahren gestorben sein soll.

## Schaffen

### Allgemein

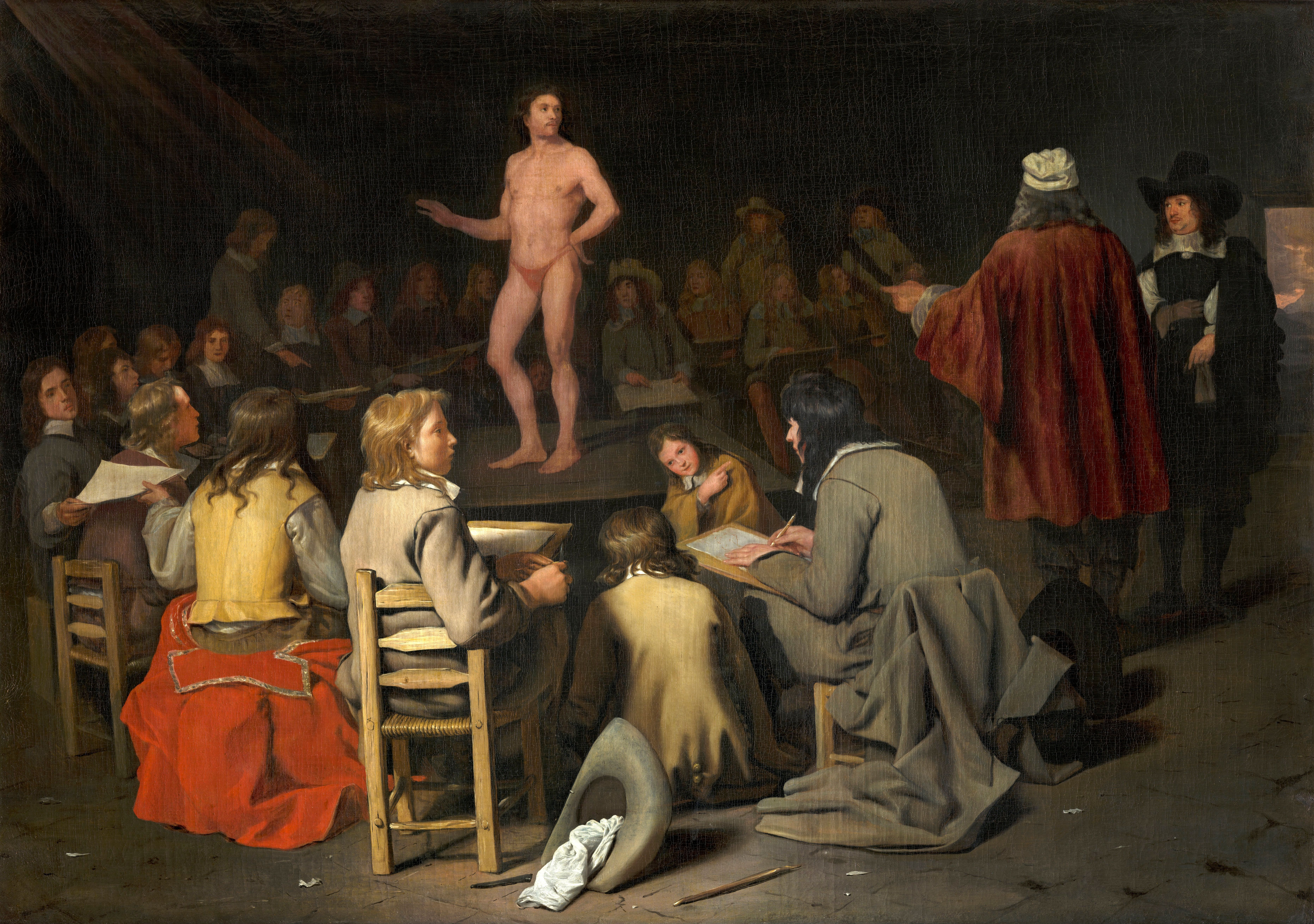
Die Zeichenklasse

Die erhaltenen Werke Sweerts stammen meist aus der Zeit seines Aufenthalts in Rom. Aufgrund der Schwierigkeit, dem Künstler, der seine Werke nur selten signierte, Werke zuzuordnen, variiert die Anzahl der ihm zugeschriebenen Gemälde zwischen 40 und 100. Einige von Sweerts' Werken waren zu seiner Zeit so beliebt, dass zeitgenössische Kopien angefertigt wurden, manche von Sweerts selbst, andere von Schülern oder Anhängern. Es ist nicht immer einfach zu bestimmen, inwieweit Sweerts an der Herstellung dieser Kopien beteiligt war (wenn überhaupt). Zum Beispiel gibt es mindestens vier frühe Kopien, von unterschiedlicher Qualität, von seinem Gemälde Künstleratelier mit einer nähenden Frau (ein Exemplar in der Sammlung RAU - Fondation Unicef, Köln). Von keinem seiner nach seiner Abreise aus Europa entstandenen Gemälde ist bekannt, dass es überlebt hat.
Sweerts ist ein rätselhafter und schwer zu kategorisierender Künstler, da er eine Vielzahl von Einflüssen in sich aufnahm, um einen eklektischen Stil zu schaffen, der die niederländische Genremalerei an die frühen Tenebristen anpasste sowie barocke und klassizistische Tendenzen vermischte. Der Großteil seines Schaffens fällt in zwei Kategorien: Genreszenen mit niederen Motiven des Land- und Straßenlebens und Porträts oder Tronies. Eine dritte Kategorie sind allegorische Werke, die als rätselhaft gelten und Gegenstand ständiger Interpretationen durch Kunsthistoriker sind.
Sweerts' Werke betonen die künstlerische Ausbildung und Unterweisung und die grundlegende Rolle, die das Zeichnen, sowohl nach antiker Skulptur als auch nach lebenden Modellen, in der Ausbildung und Praxis der Künstler in Italien und den Niederlanden spielte. Sein Verständnis des Potenzials der antiken Skulptur als Inspirationsquelle, war wichtig für die Entwicklung des Klassizismus des späten 17. Jahrhunderts in den Niederlanden. Seine Fähigkeit, klassizistische Formen mit seinen Studien der Natur in der Akademie zu verschmelzen, war ein Vorbild für spätere Künstler wie David Teniers der Jüngere in Antwerpen und Barent Graat in Amsterdam.
Die koloristischen Eigenschaften von Sweerts werden oft mit denen von Vermeer verglichen. Er gilt als Vorläufer von Vermeer, insbesondere bei der Verwendung der Farbe Blau. In seinen Gemälden verwendete Sweerts eindeutig die blaue Farbe, um die spirituelle Wirkung seiner Werke zu verstärken.

### Genremalerei

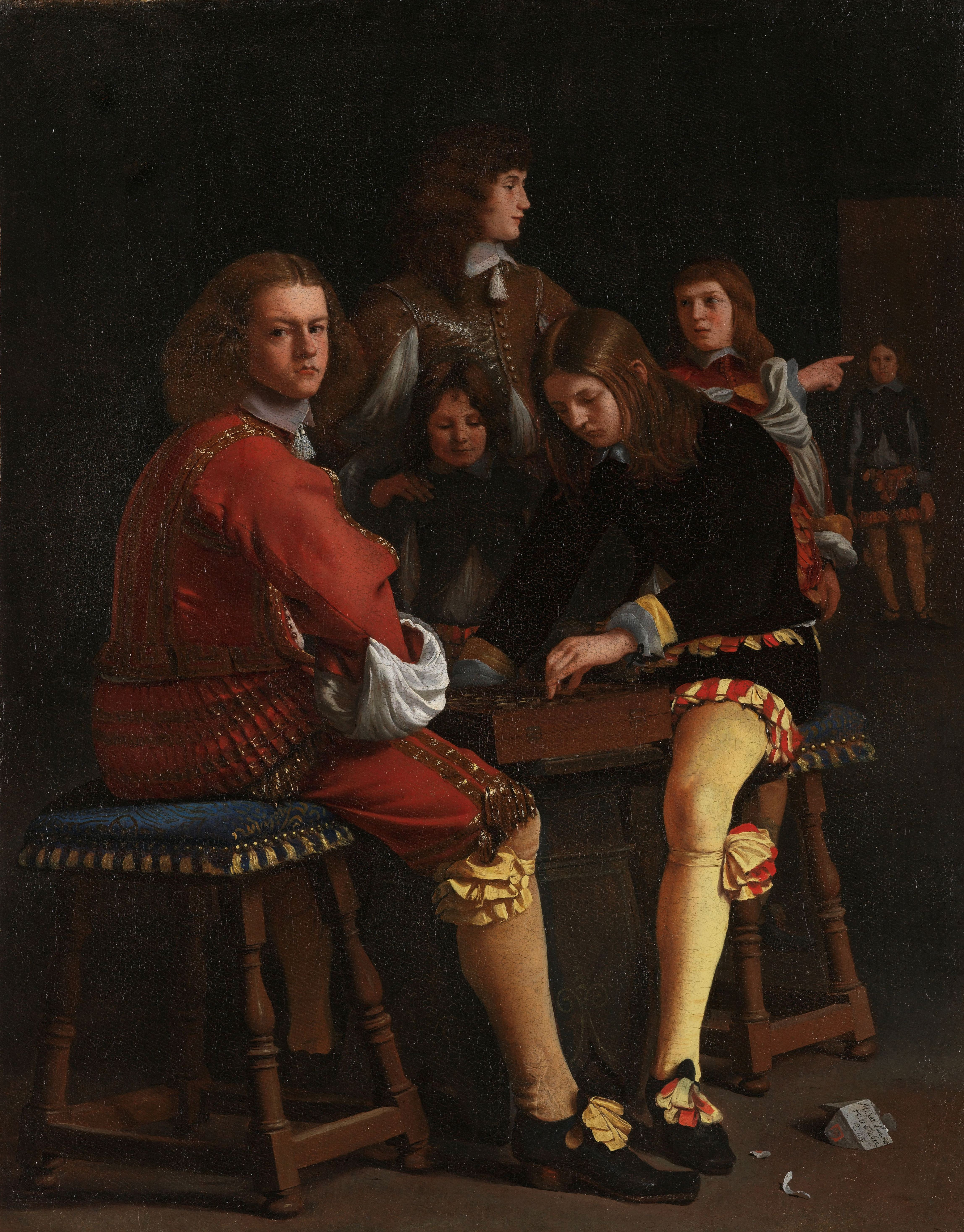
Damespieler

Ein großer Teil des Schaffens Sweerts besteht aus Genreszenen. Einige davon greifen die bei den Anhängern Caravaggios beliebten Sujets wie Karten- und Würfelspieler und die Zuhälterin auf. Beispiele dafür sind die Damespieler und die Kartenspieler (beide im Rijksmuseum, Amsterdam). Die letztgenannte Komposition zeigt eine Gruppe von Menschen, deren Kartenspiel durch eine Schlägerei unterbrochen wird. Ihre Augen lenken den Blick des Betrachters nach rechts, in die Richtung des zeigenden Arms des Mannes im Vordergrund. Dieses Bild symbolisiert möglicherweise Faulheit. Ein listiger Junge nutzt das Chaos aus, um den Mann in Blau zu berauben.
Andere Genrebilder von Sweerts stellen Szenen von Menschen aus den unteren Rängen der Gesellschaft dar. Diese Szenen sind hauptsächlich platziert in der römischen Campagna oder auf den Straßen Roms. Sie sind gemalt in einem Stil, der dem der Bambocciade nahe kommt. Ein Beispiel ist Ein Mann, der sich entlaust, und ein schlafender Junge (um 1650–1654, Mauritshuis). Sweerts' Kompositionen unterscheiden sich jedoch von denen der anderen Bambocciade-Maler durch seine Vorliebe für antike Skulpturen und die noble Erscheinung seiner oft monumentalen Figuren. Sweerts benutzte oft Helldunkel, um eine dramatische und geheimnisvolle Atmosphäre zu schaffen.

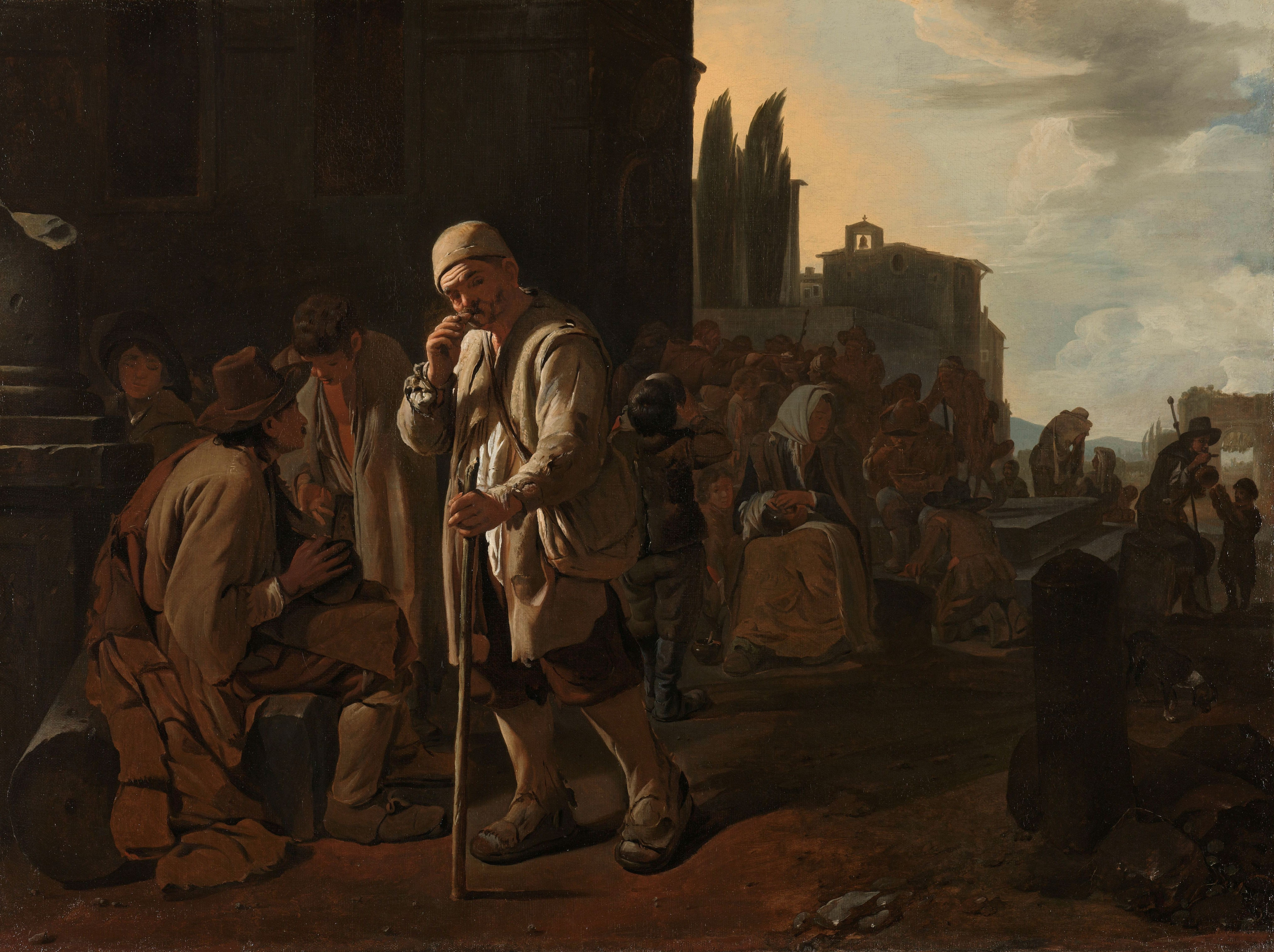
Die Hungrigen Speisen

Sein persönlicher Stil manifestiert sich deutlich in seiner Serie der Sieben Werke der Barmherzigkeit (ca. 1646-9), die er in Rom als genrehafte Darstellungen eines religiösen Themas malte. Die Gemälde sind heute über verschiedene Museen verstreut. Das Thema der Sieben Werke der Barmherzigkeit basiert auf dem Matthäus-Evangelium, 25: 31–46. Diese Verse kündigen das Jüngste Gericht an, das Ereignis, bei dem Christus den Menschen nach seinen Werken beurteilen soll. Sweerts stellte die guten Werke in einer zeitgenössischen römischen Umgebung dar und bezog topographische Elemente aus der Nachbarschaft, in der er damals lebte, ein. Sweerts zeigt in diesen Szenen seine Vorliebe für dunkle Nachthimmel und Hintergründe, die die Figuren dramatisch aufhellen. Diese Kompositionen stellen die Szenen in einer eingefrorenen Bewegung in einer traumhaften Umgebung fast wie ein Filmstill dar. In diesen Arbeiten drückt Sweerts sein Mitgefühl und seine Empathie mit dem Leiden seiner Untertanen und seine Unterstützung für die für sie durchgeführten Wohltätigkeitstaten aus.
Sweerts entwickelte neue Genrethemen, wie das der römischen Ringer. In die Komposition Ringkampf (1649, Staatliche Kunsthalle Karlsruhe) stellte Sweerts die beliebten Ringkämpfe dar, die in den Straßen Roms stattfanden und von einem großen Publikum besucht wurden. Die Darstellung ist real, aber gleichzeitig auch irgendwie unwirklich. Das liegt nicht nur an der dramatischen Beleuchtung, sondern auch daran, dass die Bewegungen der Männer wie eingefroren wirken. Sweerts hat sich bei den Hauptfiguren an klassischen Bildern orientiert. Durch den großen Maßstab der Akte in dieser Komposition hob Sweerts das «vulgäre» Sujet auf eine höhere Ebene.

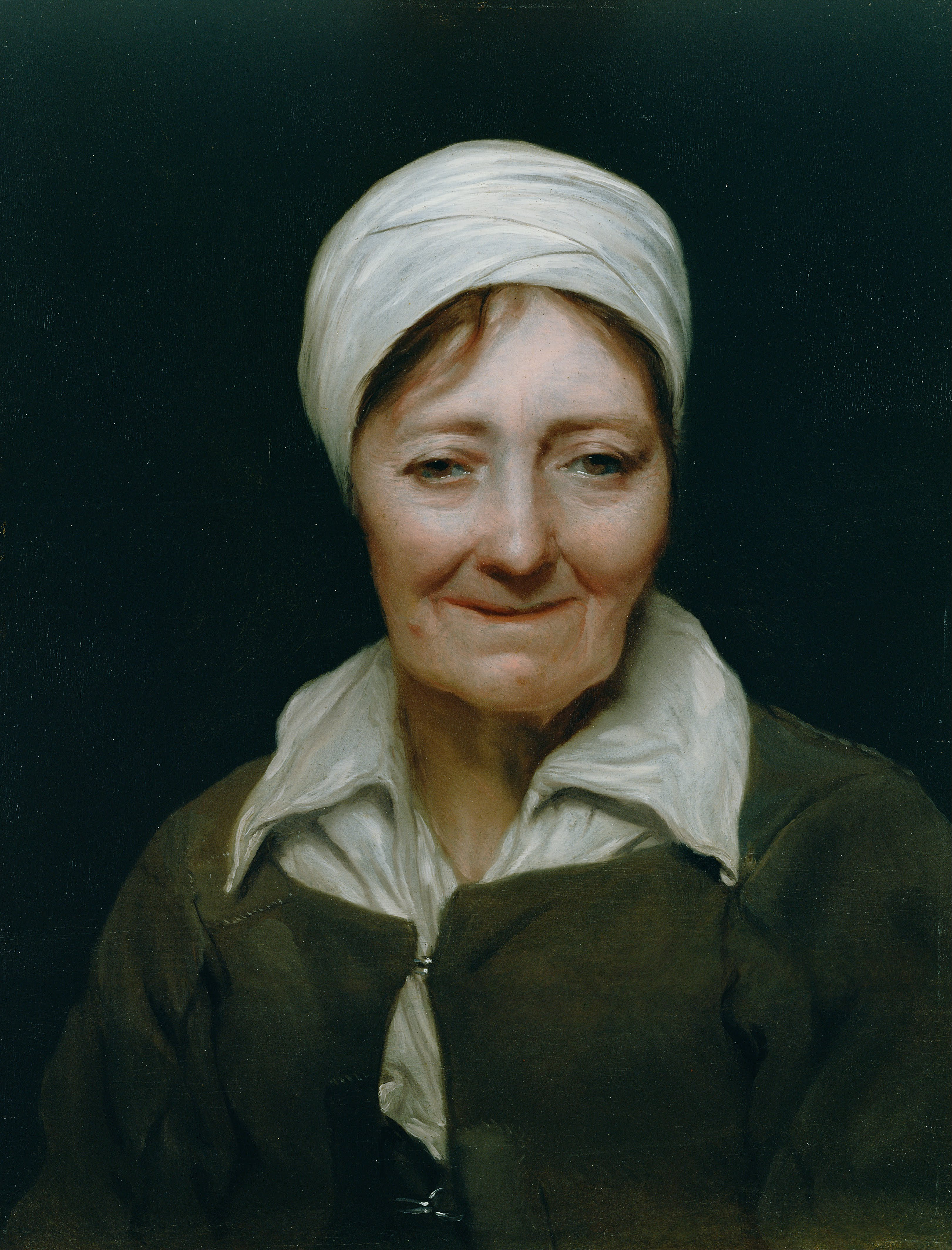
Kopf einer Frau

Sweerts malte weitere Kompositionen, die männliche Akte darstellten, wie zum Beispiel die Badenden Männer (Musée des Beaux-Arts de Strasbourg). Es ist nachgewiesen, dass Sweerts sich in Rom in einem Milieu bewegte, aus dem Frauen generell ausgeschlossen waren. Es bleibt die Frage, ob einige seiner Gemälde mit männlichen Akten als eine Botschaft in Bezug auf Homosexualität zu interpretieren sind.

### Porträts und Tronies
In seinen Porträts erwies sich Sweerts als ebenbürtig mit den führenden Zeitgenossen auf diesem Gebiet. Man nimmt an, dass Sweerts seine Tronies in Brüssel oder Amsterdam gemalt hat, also zwischen 1655 und 1661. Er zeigte ein Interesse an der Darstellung gewöhnlicher Menschen und erforschte den Charakter und verschiedene Ausdrucksformen. In Kleidung der Nackten porträtierte Sweerts sehr unklassische (d. h. niederländisch aussehende) Figuren, deren Züge durch seitliche Blicke und neugierige Mienen betont werden. Das schöne Tageslicht und die samtenen Hintergründe finden sich auch in Werken von Johannes Vermeer. Sweerts' Tronies junger Frauen mit der Verwendung antiker Requisiten nehmen ebenfalls Vermeer vorweg. Dieses und ein weiteres Werk wie Anthonij de Bordes und sein Kammerdiener (National Gallery of Art) sind Beispiele für Porträts, die die Form von Genrebildern annehmen. Es wird vermutet, dass diese Tronies, die er während seines Aufenthalts in Holland in den späten 1650er Jahren schuf, dazu beitrugen, das Interesse der holländischen Maler am Genre der Tronies wiederzubeleben und Vermeer dazu inspiriert haben könnten, seine eigenen Tronies zu malen.

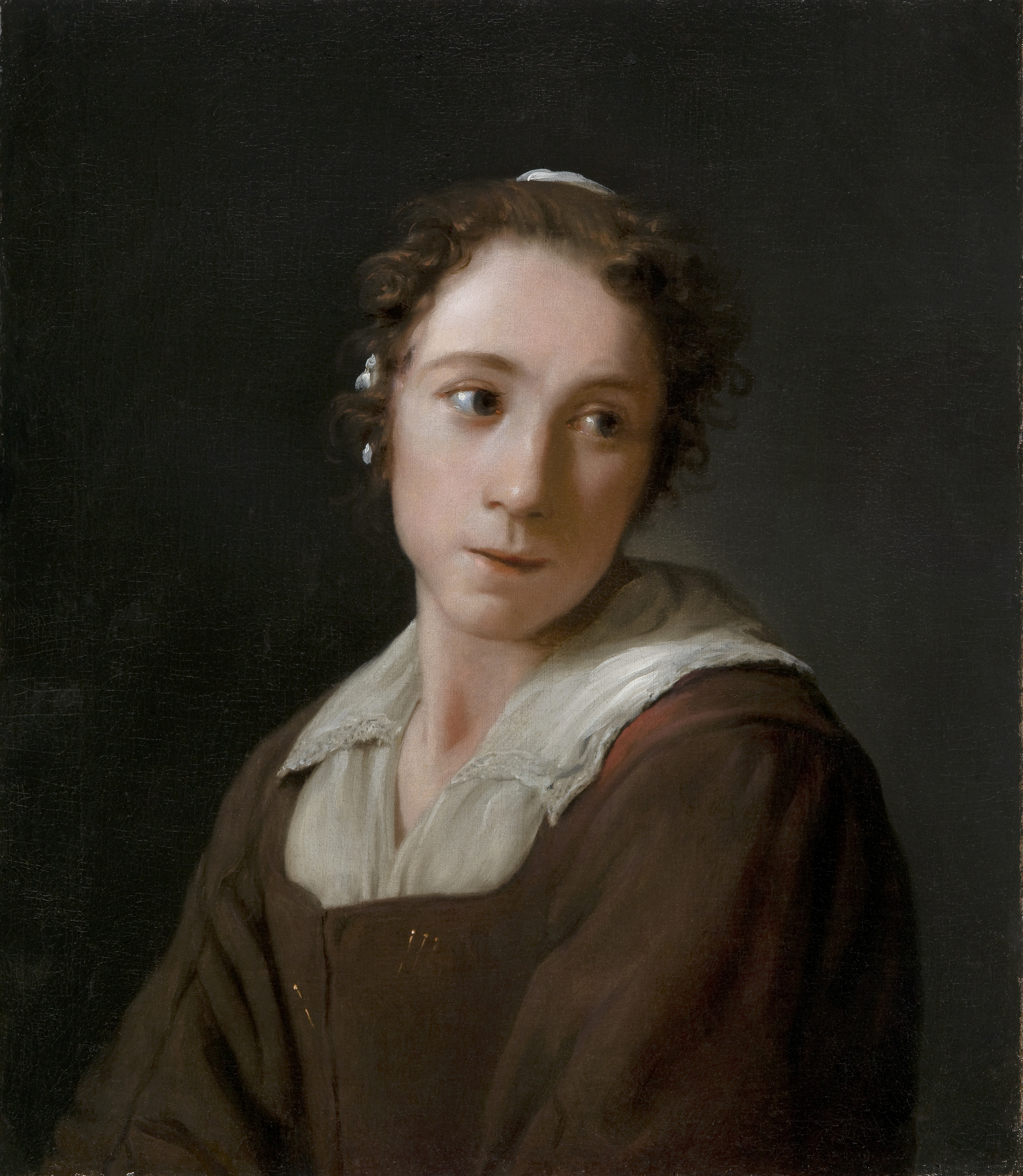
Porträt einer jungen Frau

Seine Thematik steht den holländischen Genremalern wie Pieter de Hooch und Vermeer nahe. Sein Kopf einer Frau (ca. 1654, J. Paul Getty Museum, Los Angeles) ist ein bemerkenswertes Beispiel für seine Fähigkeit, die lebendige und ausgeprägte Menschlichkeit selbst seiner bescheidensten, anonymen Subjekte einzufangen.
Sein Porträt einer jungen Frau (um 1660, Sammlung Kremer), bei dem es sich wahrscheinlich um das Porträt einer einfachen Magd handelt, zeigt ebenfalls Sweerts' Interesse an der Darstellung einfacher Menschen. Das Gemälde ist mit dem Mädchen mit dem Perlenohrring verglichen worden, das Vermeer etwa fünf Jahre später malte. Die jungen Mädchen in beiden Kompositionen sind mit einer Kombination aus Realismus und Idealisierung dargestellt. Es gibt wichtige Unterschiede zwischen den beiden Werken. Vermeers Komposition ist kompakter, seine Lichtreflexe sind subtiler und Vermeer verwendet Gelb- und Blautöne in einer gewagteren Weise. Außerdem zeigt Vermeer das junge Mädchen mit einem exotischen Turban und einem Perlenohrring, der zu groß erscheint, um echt zu sein. Sweerts zieht es vor, das Mädchen als einfaches Dienstmädchen ohne Schnickschnack zu zeigen.

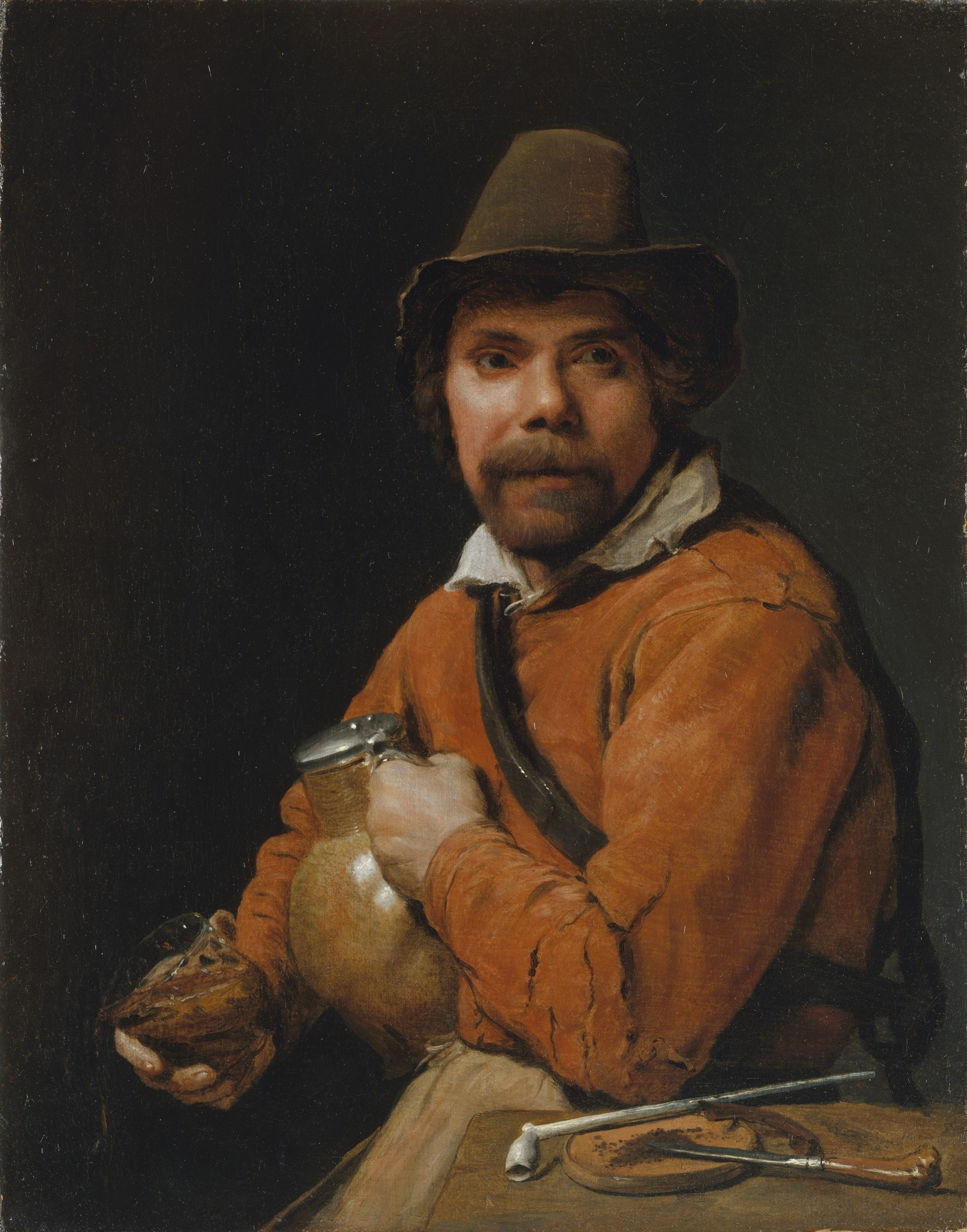
Mann, der einen Krug hält

Einige von Sweerts' Tronies lassen sich auf die Studien von Personen der Unterschicht in den spanischen Niederlanden über Adriaen Brouwer und seine Nachfolger bis zu Pieter Bruegel der Ältere in den 1560er Jahren zurückführen. Sweerts gelang es, diese Sujets frisch beobachtet aussehen zu lassen. Ein Beispiel ist der Mann, der einen Krug hält (Metropolitan Museum of Art). In dieser Darstellung eines Tavernenhabitués gelingt es Sweerts, seine bemerkenswerte Begabung für die Beschreibung von Charakteren sowie physikalischen Substanzen und Lichteffekten zur Geltung zu bringen.

### Selbstporträts
Sweerts malte eine Reihe von Selbstporträts, und einige seiner Porträts werden als Selbstporträts angesehen. Das früheste bekannte Selbstporträt von etwa 1648–50 (Uffizien) zeigt den Künstler mit einer Baskenmütze, die ihm eine deutlich «böhmische» Ausstrahlung verleiht.

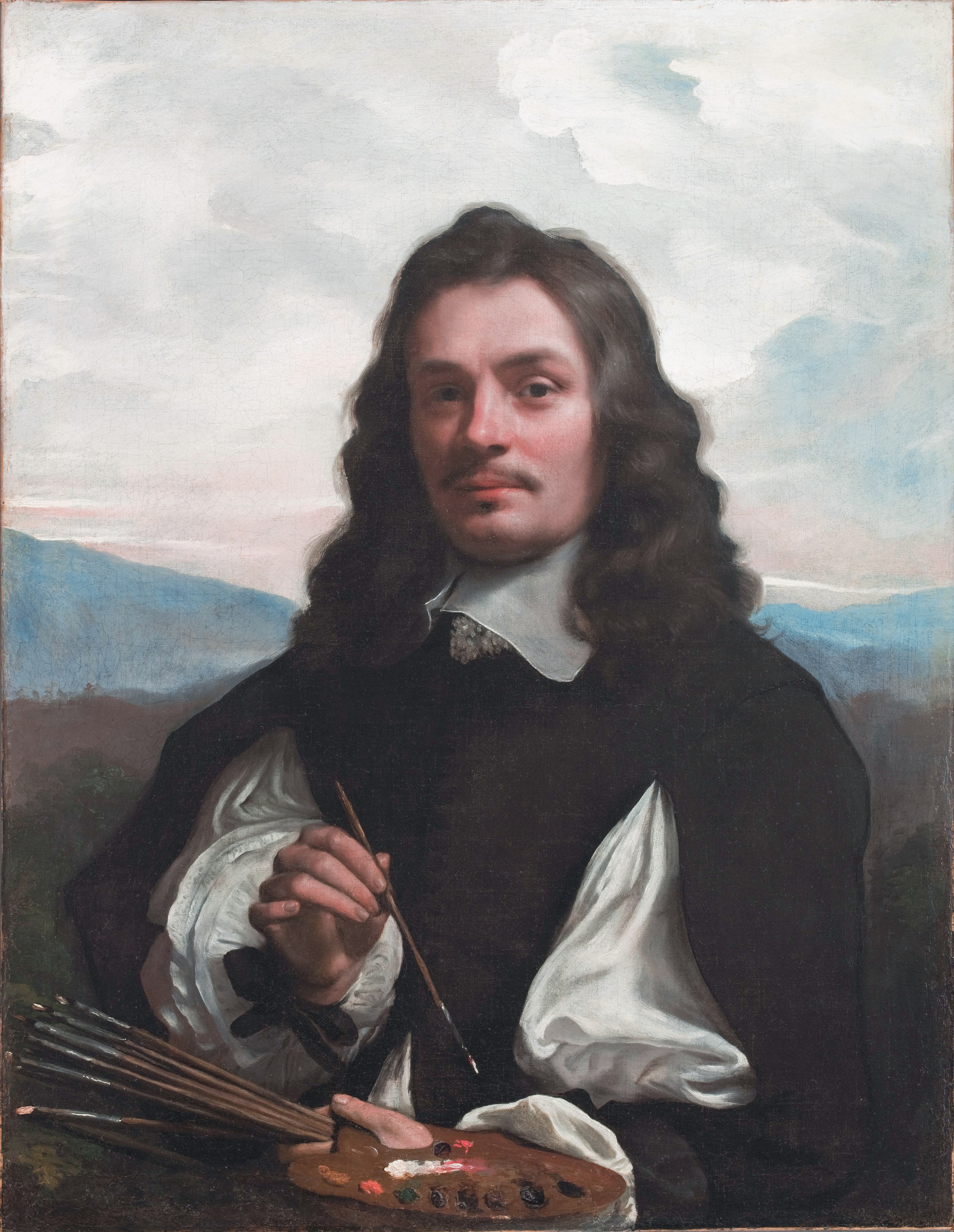
Selbstporträt

Sein Selbstporträt von 1656 (Allen Memorial Art Museum) zeigt den Künstler in einer selbstbewussten Pose. Dieses Selbstporträt steht in einer langen Reihe von Selbstporträts flämischer und niederländischer Künstler, die sich mit den Werkzeugen ihres Handwerks zeigen. Seine elegante, aristokratische Erscheinung erinnert auch an die Künstlerporträts in der Ikonographie des Anthonis van Dyck, die zwischen 1636 und 1641 in Antwerpen erschien. Die Betonung liegt darauf, den Künstler als Virtuosen zu zeigen, der eine aristokratische Haltung, Gelehrsamkeit und Wertschätzung besitzt. Eine spiegelbildliche Wiedergabe dieses Selbstporträts fertigte Sweerts in einer Radierung an, die die Inschrift «Michael Sweerts Eq. Pi. et fe.» ('Hergestellt von Michael Sweerts, Ritter und Maler') trägt.

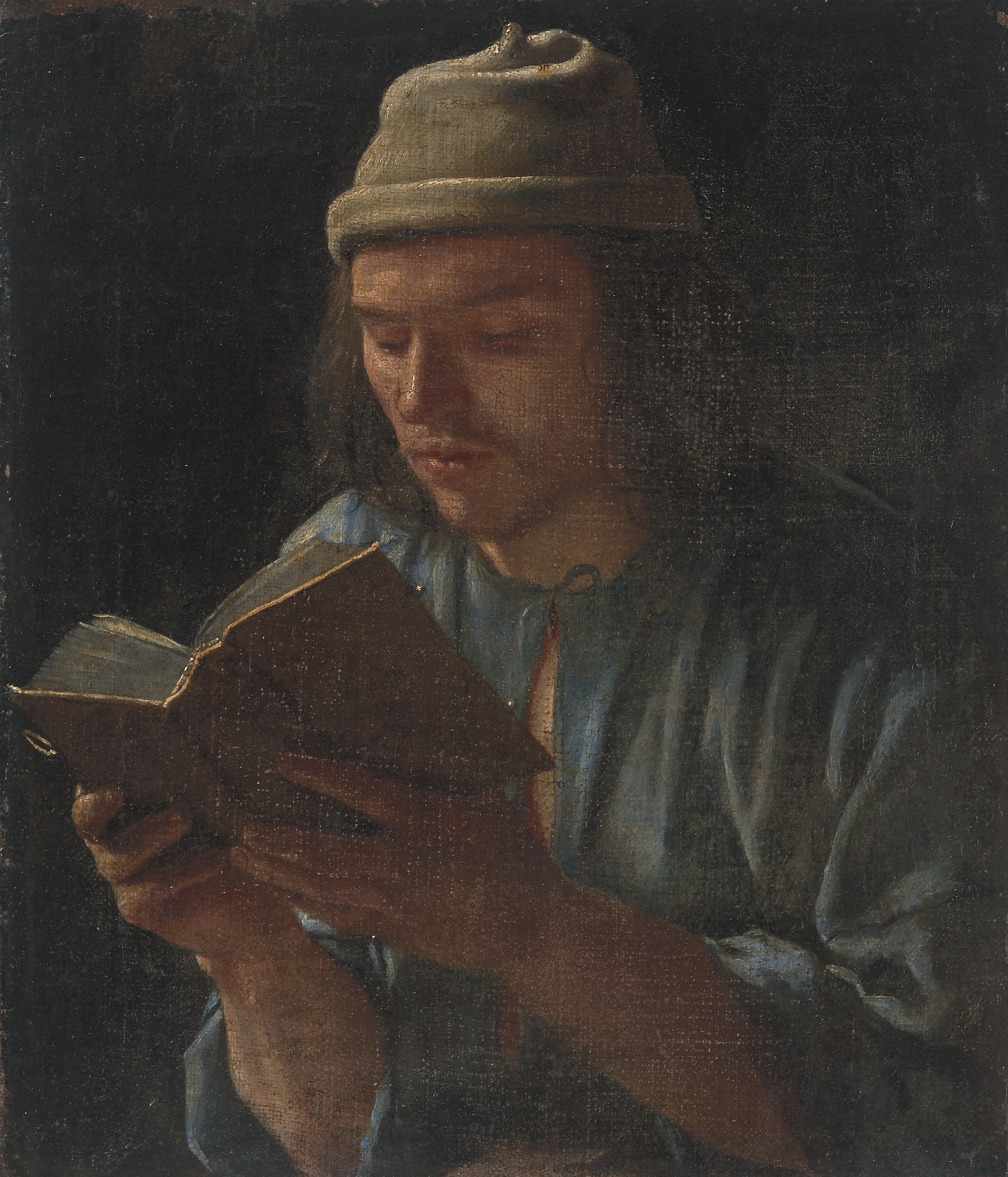
Selbstportrait, lesend

In einem weiteren Selbstbildnis, das vermutlich um 1655 entstand, zeigt der Künstler einen Totenkopf als Vanitas-Erinnerung. Ein weiteres mutmaßliches Selbstbildnis ist das Bildnis eines jungen Mannes (1656, Eremitage), das einen jungen Mann in melancholischer Pose zeigt. Früher wurde angenommen, dass die Stimmung des Dargestellten mit seinen finanziellen Schwierigkeiten zusammenhängt. Nach heutiger Auffassung handelt es sich bei dem Gemälde um ein pensieroso (nachdenkliches) Porträt, ein Motiv, das auf die neuplatonische Auffassung des 15. Jahrhunderts zurückgeht, dass Melancholie das Kennzeichen des schöpferischen Charakters ist. Die allegorische Bedeutung der Gegenstände im Gemälde wie alte Bücher, leerer Geldbeutel, Goldmünzen und Tintenfass steht im Einklang mit dieser Interpretation. Das Porträt trägt auch eine moralisierende Inschrift: «RATIO QUIQUE REDDENDA» (Jeder Mensch muss Rechenschaft ablegen). Dieser allegorische Zug ist charakteristisch für Sweerts' Kunst.
Ein weiteres Gemälde, das gleichzeitig ein Selbstporträt ist, ist der Büßer, der in einem Raum liest (Sammlung Marco Grassi, New York), das einen Mann zeigt, der inmitten von Vanitas-Symbolen wie einem Totenkopf und einer Sanduhr ein heiliges Buch liest. Die Botschaft des Gemäldes könnte sein, dass der Glaube überall verfügbar ist. Dieses Gemälde könnte Sweerts Bekehrung zu einer fanatischeren Vertiefung in seinen Glauben andeuten, die ihn schließlich zu einer Reise in den Osten zwingen würde. Ein weiteres intimes und stimmungsvolles Selbstporträt ist das Selbstportrait, lesend (Schuler Auktionen, 13. Dezember 2019 Los 3313).

### Szenen aus der Bibel
Sweerts soll Kompositionen mit biblischen Themen gemalt haben, von denen mehrere in zeitgenössischen Inventaren erwähnt sind. Es ist jedoch keines davon bekannt, das sich mit Sicherheit erhalten hat. Eines seiner religiösen Gemälde, Die Beweinung Christi, ist von einem Druck bekannt, den Sweerts selbst nach seinem eigenen Gemälde anfertigte. Die Komposition ist ungewöhnlich für die tröstende Geste der Jungfrau gegenüber der untröstlichen Maria Magdalena. Eine Taufe Christi (Bonhams Londoner Auktion vom 17. Dezember 2020 Los 29) wird Sweerts zugeschrieben, da es sich auf seine bekannten Badeszenen von Männern bezieht.

### Radierungen

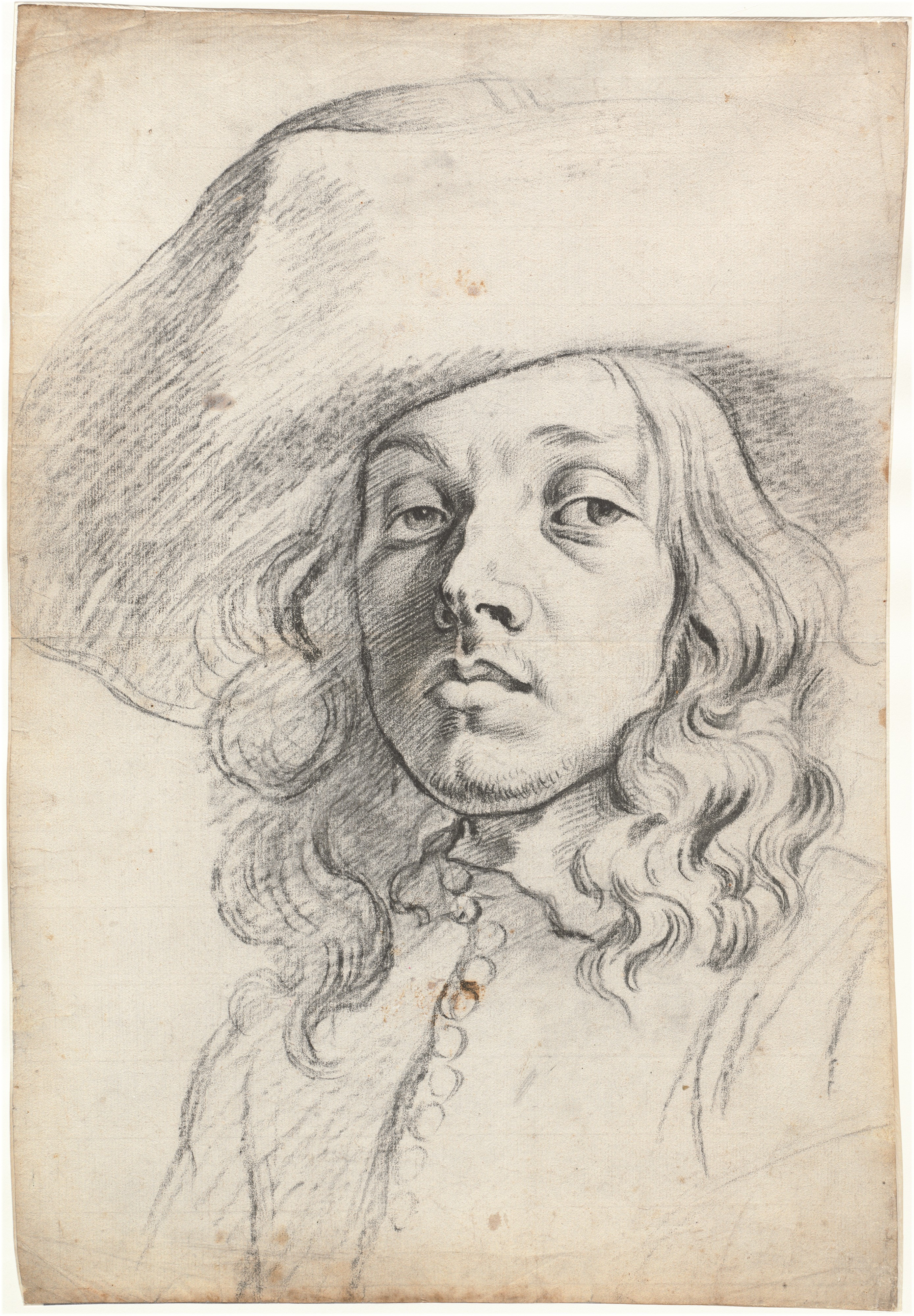
Porträt von Jan van den Enden

Sweerts ätzte eine kleine Anzahl von Radierungen, insgesamt 21 Stück. Diese wurden in kleinen Auflagen herausgegeben, was seine Drucke außergewöhnlich selten macht. Er stach eine Serie von 13 Radierungen mit dem lateinischen Titel Diversae facies in usum iuvenum et aliorum ('Verschiedene Gesichter zum Gebrauch für die Jugend und andere'), die als Zeichenvorlagen für seine Akademieschüler dienten. Dies wird durch die Tatsache belegt, dass in einigen wenigen Radierungene eines kompletten Satzes der Radierungen in der Sammlung des Fitzwilliam Museums Quadrate mit Bleistift hinzugefügt wurden, um das Kopieren zu erleichtern. Der Satz wurde 1656 in Brüssel veröffentlicht, im selben Jahr, in dem Sweerts eine Zeichenakademie in der Stadt gründete.

### Zeichnungen
Nur sehr wenige Zeichnungen werden Sweerts mit Sicherheit zugeschrieben. Ein Porträt in schwarzer Kreide von Jan van den Enden (um 1651, National Gallery of Art) ist eine sehr kraftvolle Porträtzeichnung eines jungen Mannes. Es ist eine der ersten Zeichnungen, die mit hinreichender Sicherheit Sweerts zugeschrieben werden kann.

## Belege
1. 1 2 3  Michael Sweerts, Website der RKD – Nederlands Instituut voor Kunstgeschiedenis
2. ↑  Michiel Sweerts (Brussels 1618-1664 Goa), A lady sewing in an interior, Website des Christie’s
3. 1 2 3 4 5 6  Malcom R. Waddingham, Michael Sweerts, Boy Copying the Head of a Roman Emperor, 1976, Minneapolis Institute of Arts
4. 1 2  Michiel Sweerts, Portrait of a young man playing a hunting horn, Website der Galerie Canesso
5. ↑  Life of Michiel Sweerts (Brussels, 1624 -Goa, 1664), Website des Museo Thyssen-Bornemisza
6. ↑  Edgar Peters Bowron, Joseph J. Rishel, Art in Rome in the Eighteenth Century, Philadelphia Museum of Art; Museum of Fine Arts, Houston, 2000, S. 236–237
7. ↑  Biografische Daten zu Willem Reuter, Website des National Gallery of Art
8. 1 2 3  Everett Fahy, Jayne Wrightsman, 'The Wrightsman Pictures', Metropolitan Museum of Art, 2005, S. 128
9. 1 2 3  Maaike Dirkx, The silent world of Michael Sweerts (2), abgerufen am 19. August 2013
10. ↑  Adriano Aymonino, Anne Varick Lauder, Drawn from the Antique: Artists and the Classical Ideal, Sir John Soane’s Museum 2015, S. 134–139
11. ↑  Jonathan Bikker, "Sweerts' Life and Career: A Documentary View," in 'Guido Jansen et al., ed., Michael Sweerts: 1618–1664, Amsterdam, Rijksmuseum, 2002, S. 28–31.
12. ↑  Jonathan Bikker, The Deutz Brothers, Italian Paintings and Michiel Sweerts: New Information from Elisabeth Coymans's "Journael", in: Simiolus: Netherlands Quarterly for the History of Art Vol. 26, No. 4 (1998), S. 277–311
13. 1 2 3 4  De geschilderde geheimen van Michael Sweerts, Rijksmuseum Kunstkrant maart/april 2002
14. 1 2 3  Michael Sweerts, Website der Kremer Collection
15. ↑  Maaike Dirkx, Michael Sweerts on the art market, abgerufen am 19. August 2013
16. 1 2  Thomas Röske, "Blicke auf Männerkörper bei Michael Sweerts (1618-1664)", in: 'Männlichkeit im Blick, Visuelle Inszenierungen in der Kunst seit der Frühen Neuzeit', hrsg. von Mechthild Fend und Marianne Koos, Köln, Weimar, Wien, 2004, S. 121–135
17. ↑  Rebecca Yeager-Crasselt, Michael Sweerts (1618-1664) and the Academic Tradition dissertation to obtain degree of Doctor of Philosophy, 2013, Directed by: Professor Arthur K. Wheelock, Jr., Department of Art History and Archaeology, University of Maryland
18. 1 2  Michiel Sweerts, Selbstportrait, lesend, Website der Schuler Auktionen
19. ↑  De kaartspelers, Michael Sweerts, ca. 1646 - ca. 1652, Website des Rijksmuseums
20. ↑  Michael Sweerts (1618-1664), in: Robert Aldrich, Gay Lives. Lebensgeschichten. DuMont Buchverlag 2012, ISBN 978-3-8321-9422-2, S. 58–62
21. ↑  Walter A. Liedtke, Michiel Plomp, Axel Rüger, Vermeer and the Delft School, Metropolitan Museum of Art (New York, N.Y.), National Gallery (Great Britain), Metropolitan Museum of Art, 2001, S. 393
22. ↑  Guido M.C. Jansen, A Family Tradition Confirmed: Sweerts’s Portrait of Anthonij de Bordes, 13 May 2010
23. ↑  Dagmar Hirschfelder: Tronie und Porträt in der niederländischen Malerei des 17. Jahrhunderts. Gebr. Mann, Berlin 2008, S. 151–152
24. 1 2  Malcolm Waddingham, Additions to the Oeuvre of Michael Sweerts, The J. Paul Getty Museum Journal: Volume 8, 1980, The J. Paul Getty Museum, Getty Publications, 1 Jan 1980, S. 63–68
25. ↑  Michiel Sweerts, Man Holding a Jug, Website der Metropolitan Museum of Art
26. 1 2  Dutch and Flemish paintings from the Hermitage, an exhibition catalog from The Metropolitan Museum of Art, S. 114–115
27. 1 2  Alfred Bader, An Unknown Self-Portrait of Michael Sweerts, The Burlington Magazine, Vol. 114, No. 832 (Jul., 1972), S. 475–477
28. ↑  Michiel Sweerts (Attributed to), The Baptism of Christ, Bonhams Londoner Auktion vom 17. Dezember 2020 Los 29
29. ↑  Lord Fitzwilliam's album of prints by Michiel Sweerts (1624-1664), Website des Fitzwilliam Museums
30. ↑  National Gallery of Art Acquires Important Works Across Media by Adams, Moran, Whistler, Vasari, Sweerts, Le Va, and More, Website der National Gallery